# Чубар (село)
Чуба́р (каз. Шұбар) — село у складі Ордабасинського району Туркестанської області Казахстану. Адміністративний центр Шубарського сільського округу.
У радянські часи село називалось Чубаровка.
Населення — 3789 осіб (2021; 3539 у 2009, 2664 у 1999, 3904 у 1989).